# Petar Kaer
Don Petar Kaer (Makarska, 10. prosinca 1848. – Makarska, 24. rujna 1919.), hrvatski povjesničar, arheolog, rimokatolički svećenik.

## Životopis
Klasičnu gimnaziju završio je 1867. u Splitu, a teologiju na Centralnom bogoslovnom sjemeništu u Zadru 1871., da bi za svećenika bio zaređen 1870. Župnikovao je u mjestima Krstatice (1871. – 1876.), Zagvozd (1877. – 1883.), Pasičina (1883. – 1885.), Slivno Ravno (1885. – 1886.), Borovci (1887.), Žrnovnica (1888. – 1893.), Tisno (1895. – 1897.), Kaprije (1898. – 1901). i Raslina (1902. – 1911.), a ponegdje je bio i učitelj. Povratkom u Makarsku dobio je dužnost osnutka gradske biblioteke kojoj je poklonio i svoju privatnu zbirku od 2000 knjiga. Arheološke nalaze skupljao je i analizirao u mjestima gdje je obavljao službu, a posebno se zanimao za sv. Dujma i solinske mučenike. Povijesne, arheološke i teološke radove objavljivao je u mnogim ondašnjim publikacijama.

## Izbor iz djela
- Pierres sépulcrales Dalmates. Lyon 1887.
- Pučke presude. Zadar 1891.
- Skematizam Spljetsko-makarske biskupije. Spljet 1893.
- Sull’ ubicazione di Andetrium e di altre località ricordate nella guerra dalmato-pannonica. Zara 1895.
- O pravom auktoru Vita s. Joannis, episcopi et patroni civitatis Tragurii. Zagreb 1904.
- I. Štenja na blagdan Neoskvrnjenog začeća Blažene Djevice Marije koji se svetkuje na 8 prosinca. Spljet 1904.
- Del sepolcro originario di san Domnio, vescovo e martire di Salona. Trieste 1905.
- II. Štenja na blagdan porogjenja B. D. Marije iliti na Malu Gospu koji se svetkuje na 8 rujna. Spljet 1905.
- VI. Štenja na blagdan Uznešenja B. D. Marije iliti na Veliku Gospu koji se svetkuje na 15 kolovoza. Spljet 1905.
- Ancora del sepolcro originario di san Domnio, vescovo e martire di Salona. Zara 1906.
- San Doimo, vescovo e martire di Salona, nell’archeologia e nell’agiografia. Sebenico 1908.
- Povjestne crte grada Šibenika i njegove okolice, 1–2. Šibenik 1912.
- Makarska i Primorje. Rijeka 1914. (pretisak Makarska 1996.).

## Vanjske poveznice
- Flauta u Zagvozdu  Arhivirana inačica izvorne stranice od 28. listopada 2019. (Wayback Machine) Flauta u Zagvozdu (pristupljeno 7. srpnja 2019.)